# Nena Daconte

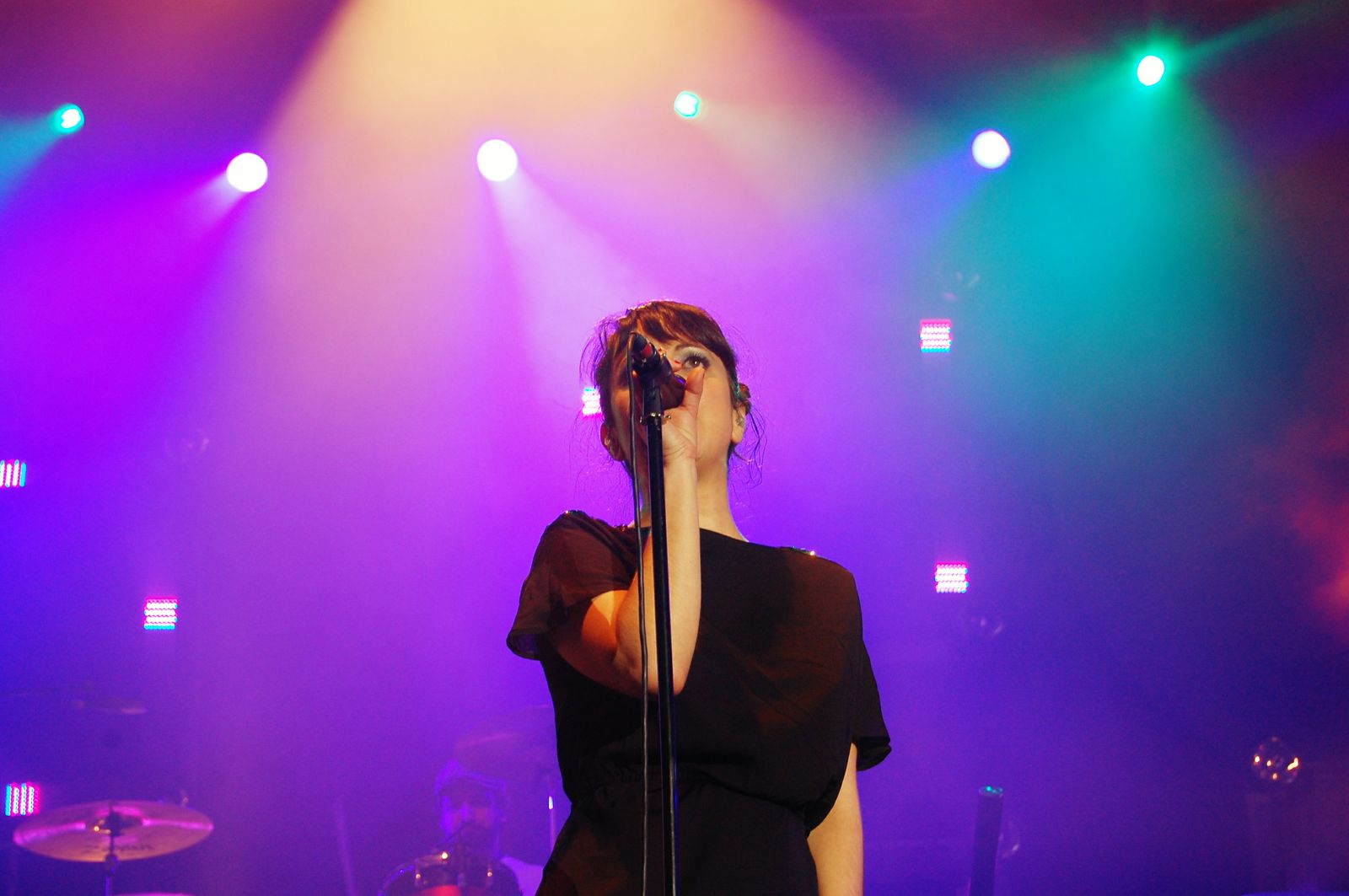
Mai Meneses (2008)

Nena Daconte ist eine 2006 gegründete spanische Formation, anfangs bestehend aus der aus Madrid stammenden Sängerin Mai Meneses und dem aus Barcelona stammenden Musiker Kim Fanlo. Der Name Nena Daconte ist der Erzählung Die Spur deines Blutes im Schnee von Gabriel García Márquez entnommen.
Ihre Lieder mischen klassischen Pop mit Rock und handeln von Liebe, Einsamkeit und der Suche nach Idealen.

## Geschichte
Mai Meneses nahm an der populären spanischen Fernsehshow Operación Triunfo teil. Dort lernte sie auch Kim Fanlo kennen, der die Teilnehmer der zweiten Staffel von Operación Triunfo als Musiker begleitete. Nach einigen Konzerten entschieden sie sich, zusammen „Nena Daconte“ zu gründen. Nach der Aufnahme ihres ersten Albums meldete sich Universal bei ihnen und sie veröffentlichten das Album am 27. März 2006 unter dem Namen „He perdido los zapatos“. Zusätzlich fügten sie einen Remix von Carlos Jean hinzu. Die erste Single „Idiota“ wurde in vielen spanischen Radiosendern gespielt. Zusätzlich produzierten sie von diesem Stück sowie von „Idiota – Remix“ ein Video. Der Titel „En qué estrella estará“ wurde als offizielles Lied für die Vuelta Ciclista a España 2006 ausgewählt.
Für den MTV-EMA-2006-Preis wurden sie in der Kategorie Spanish Act nominiert. 

## Diskografie

### Alben
| Jahr | Titel                   | Höchstplatzierung, Gesamtwochen, AuszeichnungChartsChartplatzierungen (Jahr, Titel, Platzierungen, Wochen, Auszeichnungen, Anmerkungen) | Anmerkungen                              |
| Jahr | Titel                   | ES | Anmerkungen                              |
| ---- | ----------------------- | --- | ---------------------------------------- |
| 2006 | He perdido los zapatos  | ES18 Gold · (52 Wo.)ES | Erstveröffentlichung: 28. März 2006      |
| 2008 | Retales de carnaval     | ES5 Platin · (58 Wo.)ES | Erstveröffentlichung: 30. September 2008 |
| 2010 | Una mosca en el cristal | ES20 (12 Wo.)ES | Erstveröffentlichung: 23. November 2010  |
| 2013 | Sólo muerdo por ti      | ES17 (8 Wo.)ES | Erstveröffentlichung: 30. April 2013     |

### Singles
| Jahr | Titel Album                                   | Höchstplatzierung, Gesamtwochen, AuszeichnungChartsChartplatzierungen (Jahr, Titel, Album, Platzierungen, Wochen, Auszeichnungen, Anmerkungen) | Anmerkungen       |
| Jahr | Titel Album                                   | ES | Anmerkungen       |
| ---- | --------------------------------------------- | --- | ----------------- |
| 2009 | Tenia tanto que darte Retales de carnaval     | ES2 ×3Dreifachplatin · (25 Wo.)ES |                   |
| 2009 | Perdoname –                                   | ES35 (6 Wo.)ES | mit Coti          |
| 2010 | Soy yo –                                      | ES10 (11 Wo.)ES | mit Marta Sánchez |
| 2010 | No te invité a dormir Una mosca en el cristal | ES24 (10 Wo.)ES |                   |
| 2012 | Pero si tú no estás –                         | ES19 (1 Wo.)ES |                   |
| 2013 | Disparé Sólo muerdo por ti                    | ES36 (3 Wo.)ES |                   |

Weitere Singles
- 2006: Idiota
- 2006: En qué estrella estará (ES: ×2Doppelplatin )
- 2007: Marta
- 2009: El Aleph

### Solosingles von Mai Menesas
| Jahr | Titel Album | Höchstplatzierung, Gesamtwochen, AuszeichnungChartsChartplatzierungen (Jahr, Titel, Album, Platzierungen, Wochen, Auszeichnungen, Anmerkungen) | Anmerkungen |
| Jahr | Titel Album | ES | Anmerkungen |
| ---- | ----------- | --- | ----------- |
| 2002 | Vuelve –    | ES4 (24 Wo.)ES |             |